# South Barrow
South Barrow is een civil parish in het bestuurlijke gebied South Somerset, in het Engelse graafschap Somerset met 162 inwoners.